# (1726) Hoffmeister
(1726) Hoffmeister ist ein Asteroid des Hauptgürtels, der am 24. Juli 1933 von dem deutschen Astronomen Karl Wilhelm Reinmuth an der Landessternwarte Heidelberg-Königstuhl der Universität Heidelberg entdeckt wurde.
Benannt ist der Asteroid nach dem deutschen Astronomen Cuno Hoffmeister.